# پارک ملی ماری
پارک ملی ماری (انگلیسی: Mari Forest) یک پارک ملی حفاظت‌شده در استان ماری ال کشور روسیه است.